# Georg Weippert
Georg Heinrich Weippert (* 10. Februar 1899 in München; † 13. Juli 1965 in Erlangen) war ein deutscher Nationalökonom und Soziologe mit Hauptarbeitsgebieten in allgemeiner Soziologie, Agrarsoziologie, Genossenschaftswesen, Methodologie der Sozialwissenschaften und volkswirtschaftlicher Theorie. Ein Schwerpunkt von Weipperts Arbeit lag auch in der Untersuchung des Strukturwandels im ländlichen Lebensbereich. Weippert wird zu jenen Wissenschaftlern gezählt, die empirische Soziologie im Nationalsozialismus betrieben haben.

## Studium, politische Orientierung und Berufsbeginn
Nach seinem Studium war Weippert 1926 Assistent an einem technisch-wirtschaftlichen Institut an der Technischen Hochschule München geworden. Im Jahre 1930 promovierte er dort zum Dr. rer. techn. Ein Jahr später folgte die Habilitation in Gesellschaftswissenschaft, ebenfalls an der TH München. Weippert war seit März 1933 (nach anderen Quellen: seit 1931) Privatdozent für volkswirtschaftliche Theorie und Gesellschaftslehre an der TH München. Im Wintersemester 1933/34 übernahm er dort zweistündige Lehrveranstaltungen zum Geld-, Bank- und Börsenwesen sowie dreistündige Lehraufträge zur Sozialökonomik in Weihenstephan.

Der zum Jungkonservatismus gezählte Weippert veröffentlichte in dieser Zeit Schriften, die die soziale Ordnung des nationalsozialistischen Staates thematisierten, u. a. durch den Titel Der soziologische Aufbau der Volksgemeinschaft (1934). Weippert gehörte damit zu einer Reihe weiterer Soziologen (u. a. Hans Freyer, Gunther Ipsen, Andreas Pfenning), die in den ersten Jahren der Diktatur noch glaubten als Wissenschaftler an den brennenden Fragen der Zeit „mitdefinieren“ zu können. Weipperts Schriften aus dieser Zeit erscheinen durch Anbiederung gekennzeichnet:
„Die Bereicherung, die Soziologie und Volkstheorie ihrerseits durch Rassenkunde erfahren kann, ist erheblich. Erheblich schon deshalb, weil alle umfassende Menschenkenntnis und jede Vertiefung unserer Einsicht in das Wesen des Menschen das Gewicht einer soziologischen Aussage ganz wesentlich erhöht. Doch die Wichtigkeit der Rassenkunde für die Volks- und Gesellschaftslehre geht viel weiter; sie ist eine unmittelbarere.“
 In diesen Schriften, die alle um das Jahr 1933 herum erschienen, sah Weippert allein in einer Führergestalt den Ausweg des Individuums zurück zur idealisierten „Ganzheit“. Einzig ein autoritärer Führer könne noch das Wohl der Gesamtheit bewirken, notfalls auch gegen den erklärten Willen der „Vielheit“. Ein wichtiger Bezugspunkt in Weipperts Denken sind nach Wilhelm Bernsdorf die Schriften von Werner Sombart gewesen. Eine ähnliche Bedeutung hatte für ihn der Ökonom Friedrich von Gottl-Ottlilienfeld. Auch lässt sich eine Vorliebe für „ständisches“ Gedankengut erkennen, das von den Nationalsozialisten nur anfangs unterstützt worden war. Weippert pflegte eine Nähe zum Katholizismus, die sich für ihn auch nachteilig auswirkte.
Vom Wintersemester 1934/35 bis zum Sommersemester 1936 nahm Weippert eine stellvertretende Professur wahr. „Reine“ Soziologie und empirische Soziologie bildeten für Weippert eine Einheit. In seiner Münchener Zeit gab Weippert auch Anregungen für empirische Untersuchungen zur Erforschung der sozialen Strukturen in den städtischen Arbeitersiedlungen.
Weippert war Mitglied der Arbeitsgemeinschaft für Agrarpolitik der Klasse IV der Akademie für Deutsches Recht.

## Weipperts Einbindung in die Raumforschung / Ostforschung
In den Jahren 1937 und 1938 wurde Weippert zur Wahrnehmung einer Professur in Königsberg beurlaubt. Seit 1938 und bis zum Kriegsende war er dort außerordentlicher Professor für wirtschaftliche Staatswissenschaften. Weippert wurde Direktor des Staatswissenschaftlichen Seminars am Staatswissenschaftlichen Institut. In Königsberg kam Weippert auch mit den Soziologen und Historikern Gunther Ipsen, Carl Jantke und Werner Conze zusammen. In diesem Umstand und in dem Fakt, dass sie als Politikberater sozialwissenschaftliches Wissen anwenden konnten, sieht der Osnabrücker Soziologe und Soziologiehistoriker Carsten Klingemann einen Faktor für die sehr viel später erfolgte Bildung des Arbeitskreises für moderne Sozialgeschichte. (s. u.) Der Historiker Thomas Etzemüller hat erkannt, dass diese gemeinsame Zeit in Königsberg einen wichtigen Bezugspunkt für die Sozialforschungsstelle an der Universität Münster e.V. bildete. Georg Weippert wurde allerdings nie Mitarbeiter der Sozialforschungsstelle.
Ähnlich wie die Historiker Werner Conze und Theodor Schieder kam Weippert mehr oder weniger eng in Berührung mit der NS-Siedlungspolitik: Auf einer Tagung der Hochschularbeitsgemeinschaft für Raumforschung an der Universität Königsberg erklärte Weippert im November 1939 seine Bereitschaft, dem von der Reichsarbeitsgemeinschaft für Raumforschung (RAG) aufgelegten Kriegsforschungsprogramm 'Der Osten' zuzuarbeiten. Weippert fertigte im Rahmen des RAG-Arbeitskreises „Möglichkeiten der Stärkung und Festigung des deutschen Volkstums und der Bildung neuen deutschen Volksbodens im deutschen Osten“ mehrere Gutachten an. 1940 erschienen in limitierter Auflage die zusammen mit dem Geographen Erwin Scheu erstellten Gutachten zur Aufnahmefähigkeit und Bevölkerungsstruktur im agrarischen Raum der neuen Ostgebiete, Bodenbewertung (mit zwei Karten) und Bestehende lebensfähige volksdeutsche Höfe im neuen Ostgebiet. Im gleichen Band erschien von Weippert alleine verfasst: Die Volkstumsgrundlagen in den neuen Ostgebieten und Eindeutschungspolitik und Landarbeiterfrage. An diesen gutachterlichen Äußerungen waren auch die Agrarwissenschaftler Emil Lang, Georg Blohm und der Siedlungspraktiker Klaaßen (Ostpreußische Landgesellschaft) beteiligt.
Die vom 18. September 1940 datierten „Gemeinsamen Vorschläge“ aus diesen Gutachten (S. 107f.) enthielten u. a. Empfehlungen zur Agrarstruktur und zur sozialen und ethnopolitischen Zusammensetzung neuer Dörfer (Landarbeiter als Aufstiegsbauern; vollständige 'Eindeutschung' durch Leitbild bäuerliche Familienwirtschaft à 15–25 ha; jedoch auch Elite großbäuerlicher Betriebe bis 200 ha; Verdrängung ansässiger Bauern aus polnischen Dörfern und von guten Böden zugunsten deutscher Siedler; vorläufige Beibehaltung von ehemals polnischen Großgütern u. a.).
Im Jahr 1940 war der Geograph Erwin Scheu Direktor des Wirtschaftsgeographischen Institutes an der Handelshochschule Königsberg und gleichzeitig deren Rektor; der Agrarökonom Georg Blohm war Direktor der Abteilung Wirtschaftslehre am Landwirtschaftlichen Institut der TU Danzig und Emil Lang leitete das Institut für Wirtschaftslehre des Landbaus an der Albertus-Universität Königsberg als Direktor.

## Weippert im Kontext historisch-soziologischer Wirtschaftslehre
1945 wurde Weippert außerordentlicher Professor in Göttingen, zwei Jahre später außerordentlicher Professor in Erlangen. In Erlangen wurde er auch Leiter des Forschungsinstituts für Genossenschaftswesen. Weippert zählte zu einer Reihe von Wirtschaftswissenschaftlern, die mit der Bezugnahme auf die Historische Schule der Nationalökonomie auch in der Bundesrepublik eine Gemeinsamkeit verband:
„Der historisch-soziologischen Methode standen ferner die in der Bundesrepublik noch zahlreich vertretenen Anhänger einer ontologischen Wirtschaftslehre nahe, etwa der bekannte Finanzwissenschaftler Horst Jecht, der nach dem Krieg in Göttingen, Münster und München wirkte, der Göttinger Professor Erich Egner sowie Joseph Back und Georg Weippert, die beide in Erlangen lehrten. Doch trotz der von vielen weiterhin postulierten Einheit von Nationalökonomie, Geschichte und Soziologie verlor der historische Ansatz in der wissenschaftlichen Praxis rapide an Einfluss. Selbst Ökonomen, die sich grundsätzlich für die Traditionen der Historischen Schule stark machten, gingen in ihrer eigenen Forschungstätigkeit längst andere Wege.“
 Horst Jecht und Erich Egner hatten wie auch Weippert eine vergleichsweise enge Beziehung zur im NS-Staat etablierten Raumforschung entwickelt (s. o.). Die Bindung an diese 'politische Wissenschaft' hinderte Georg Weippert aber nicht daran, nun im Jahr 1939 auf die Objektivität der Erkenntnis Wert zu legen:
„Soll 'politische Theorie' Anspruch auf Wissenschaftlichkeit, auf Objektivität der Erkenntnis erheben können, so geht es nicht an, irgendeinen 'Wert', etwa den völkischen oder den rassischen, einfach absolut zu setzen. Täten wir das, würden wir einem Dogma verfallen.“ 
Nach Klingemanns Einschätzung hat sich Weippert „in der Tat sehr gründlich mit Weber auseinandergesetzt“. So drehen sich Kontroversen in der Debatte um die Soziologie im Nationalsozialismus immer auch darum, welche Formen von Erkenntnis den Machthabern von Wissenschaftlern (auch im Rahmen von Politikberatung) angeboten wurden; welche ihnen gar Nutzen bringen konnten. Wilhelm Bernsdorf beschrieb Weipperts soziologischen Ansatz im „Internationalen Soziologenlexikon“ nach dem Krieg wie folgt:
„W.s Ziel ist die Erarbeitung einer Ontologie des Sozialen, wobei er insbesondere Anregungen von Max Weber und Werner Sombart weiterführt. Seine Soziologie will in einem spezifischen Sinne anthropologisch orientierte Soziologie sein. Die Ontologie des Sozialen fordere also eine Seinslehre vom Menschen. Sein besonderes Interesse gilt der Frage des soziokulturellen Strukturwandels der modernen Gesellschaft.“

## Abseits der großen soziologischen 'Schulen' im Westen Deutschlands: Weippert als Agrarsoziologe
Agrarische Themenstellungen ließen Weippert auch nach 1945 nicht los. Er war Mitarbeiter an der großen empirischen Gemeinschaftsarbeit, die die Forschungsgesellschaft für Agrarpolitik und Agrarsoziologie e.V. (Bonn) zu Beginn der 1950er Jahre auf den Weg brachte: Lebensverhältnisse in kleinbäuerlichen Dörfern (1953ff.). Zu den Gründungsmitgliedern der Gesellschaft und zu Mitarbeitern der Studie zählten wiederum Persönlichkeiten, die wie Weippert zuvor in der NS-Raum- und Siedlungsforschung reüssierten, so u. a. Max Rolfes, Herbert Morgen und Heinrich Niehaus. Georg Weippert verfasste gemeinsam mit Hermann Schorr den Endbericht dieser Erhebung hinsichtlich der Fragen „zur Soziologie – Bevölkerung, Berufs- und Sozialstruktur, Familie, Nachbarschaft, Gruppen -“
Zwischen den 1940er und den 1960er Jahren gab Weippert mehrere Festgaben für den Ökonomen Friedrich von Gottl-Ottlilienfeld heraus.
Weippert gehörte im Januar 1957 zu jenen Wissenschaftlern, die von den Historikern Werner Conze und Carl Jantke über eine Besprechung im Bundesinnenministerium informiert wurden, die schließlich im April 1957 zur Gründung des Arbeitskreises für moderne Sozialgeschichte führte.
Auch an der Auseinandersetzung um den Beitritt des NS-Agrarpolitikers Konrad Meyer zur deutschen Sektion der Europäischen Gesellschaft für Ländliche Soziologie im Frühjahr 1963 war Weippert (zum Unwillen von Constantin von Dietze!) beteiligt:
„Auch der in der Sache konsultierte sozialwissenschaftliche Experte, der Erlanger Genossenschaftsforscher Georg Weippert, hatte an dem Bewerber wenig auszusetzen. Persönlich kenne er den Aspiranten, Professor Dr. Konrad Meyer, zwar nicht, wisse aber über dessen maßgebliche Rolle in der Landwirtschaftsforschung des 'Dritten Reiches' zur Genüge Bescheid. Ein gut unterrichteter Kollege habe ihm zugetragen, dass Meyer seinerzeit fachintern keineswegs als scharfmacherisch, sondern eher als zu weich und zu nachgiebig eingestuft worden sei. Was sollte man schon gegen die Mitgliedschaft einer so unproblematischen Persönlichkeit ins Feld führen?“

## Schriften (Auswahl)
- Die Ideologie in der Genossenschaft. In: Genossenschaftliches Lesebuch: Zeugnisse aus hundert Jahren. Frankfurt/M.: Knapp 1967, S. 244–254.
- Stifters Witiko. Vom Wesen des Politischen. Mit einem Nachwort von Theodor Pütz (Aus dem Nachlass hrsg. und mit Quellenangaben versehen von Christian Thiel). München: Oldenbourg 1967 (=Adalbert Stifter Verein e. V. München. Veröffentlichungen der wissenschaftlichen Abteilung. 16).
- Wirtschaftslehre als Kulturtheorie. Göttingen: Vandenhoeck & Ruprecht 1967.
- Vom Werturteilsstreit zur politischen Theorie. In: Aufsätze zur Wissenschaftslehre. Göttingen Bd. 1 1966, S. 71–163.
- (gemeinsam mit Hans Freyer und Johannes Chr. Papalekas, Hrsg.): Technik im technischen Zeitalter. Stellungnahmen zur geschichtlichen Situation, Düsseldorf: Schilling 1965.
- Jenseits von Individualismus und Kollektivismus. Studien zum gegenwärtigen Zeitalter. Düsseldorf: Schilling 1964.
- Verstehende Soziologie, in: Handwörterbuch der Sozialwissenschaften, Stuttgart – Tübingen – Göttingen 1961.
- (mit Abel, Steden, Westfalen): Das Dorf in der industriellen Entwicklung der Gegenwart (Wiener Studien zur Agrarpolitik und Agrarsoziologie 1), 1958.
- Der späte List. Ein Beitrag zur Grundlegung der Wissenschaft von der Politik und zur Politischen Ökonomie als Gestaltungslehre der Wirtschaft. Erlangen: Universitätsbund; Universitätsbibliothek in Komm.) 1956. (=Erlanger Forschungen, Reihe A, Geisteswissenschaften, Bd. 7).
- Grundfragen der ländlichen Soziologie. In: Hans-Jürgen Seraphim. Schriftl. Jürgen Heuer (Hrsg.): Deutsche Siedlungs- und Wohnungspolitik. Gegenwartsproblematik und Zukunftsaspekte; Festschrift zum 25-jährigen Bestehen des Instituts für Siedlungs- und Wohnungswesen der Westfälischen Wilhelms-Universität Münster i.W. Köln-Braunsfeld: R. Müller, 1956. (Sonderveröffentlichung des Instituts f. Siedlungs- u. Wohnungswesen, 3), S. 187–229.
- Die Sozialstruktur auf dem Lande. Gutachten für den Deutschen Ausschuß für das Erziehungs- und Bildungswesen, Bonn o. J.
- Werner Sombarts Gestaltidee des Wirtschaftssystems. Göttingen: Vandenhoeck & Ruprecht 1953.
- (gemeinsam mit Constantin von Dietze, Max Rolfes, Hrsg.): Lebensverhältnisse in kleinbäuerlichen Dörfern. Ergebnisse einer Untersuchung in der Bundesrepublik 1952. (Berichte über Landwirtschaft, N.F. Sh. 157) Hamburg-Berlin: Paul Parey 1953.
- Die Bildung sozialer Gruppen, 1950 (Heft 6 der Schriftenreihe der Hochschule für Politische Wissenschaften, München)
- Die Krise des Bauerntums, Vortrag, Oktober 1946, Göttingen.
- Vom Werturteilsstreit zur politischen Theorie. In: Weltwirtschaftliches Archiv 49. Bd. (I); und Sonderausgabe Jena: Fischer 1939.
- Die idealtypische Sinn- und Wesenserfassung und die Denkgebilde der formalen Theorie. Zur Logik des 'Idealtypus' und der 'rationalen Schemata' . In: Zeitschrift für die gesamte Staatswissenschaft 100. Bd. (1939/1940), Heft 3, S. 257–308.
- Daseinsgestaltung. Leipzig: Felix Meiner 1938.
- Das Reich als deutscher Auftrag. Tübingen: Mohr 1934.
- Der soziologische Aufbau der Volksgemeinschaft. In: Volksspiegel 1 (1934), 2, 62–67.
- Der Stand und sein Gefüge. In: Volksspiegel 1 (1934), 5/6, 266–271.
- Der Ständestaat. In: Deutsche Rundschau 59 (1933), S. 148–153.
- Umriss der neuen Volksordnung. Hamburg: Hanseatische Verlagsanstalt 1933.
- Das Prinzip der Hierarchie in der Gesellschaftslehre von Platon bis zur Gegenwart. Hamburg: Hanseatische Verlagsanstalt 1932.

Schriften zu Georg Weipperts Werk (Auswahl)
- Hans Georg Schachtschabel: (Besprechung von) Weippert, Georg: Aufsätze zur Wissenschaftslehre. Bd. 1.2. Göttingen 1966.1967. In: Weltwirtschaftliches Archiv Bd. 102 (1969), Heft 2, S. 57–61.
- Hans Albert: Soziologie als politische Wissenschaft: Georg Weipperts hermeneutische Wissenschaftslehre. In: „Soziale Welt“, Bd. 18.1967, 2/3, S. 241–252.
- Ernst Rudolf Huber: Weippert, Georg, Daseinsgestaltung. Leipzig 1938, Felix Meiner, 158 S. In: Zeitschrift für die gesamte Staatswissenschaft. Hrsg. von Hermann Bente, Ernst Rudolf Huber, Andreas Predöhl. 101. Band (1941), S. 728–733.